# Kungstorgsgaraget
Kungstorgsgaraget var en plan 1976 på ett garage under jord under Kungstorget i Göteborg. 